# Krzysztof Michałkiewicz
Krzysztof Stefan Michałkiewicz, né le 26 septembre 1953 à Oborniki Śląskie, est un homme politique polonais membre de Droit et justice (PiS). Il est ministre du Travail entre  et octobre 2005 et mai 2006.

## Biographie

### Parcours politique
Il appartient initialement au Parti conservateur (PK), entre 1994 et 1995. En 2004, il devient adjoint au maire de Lublin et postule sans succès aux élections européennes du 7 juin.
Pour les élections législatives du 25 septembre 2005, il se présente dans la circonscription de Lublin. Il remporte alors 11 246 votes préférentiels et entre à la Diète.
Le 31 octobre, Krzysztof Michałkiewicz  est nommé ministre du Travail et de la Politique sociale dans le gouvernement minoritaire du conservateur Kazimierz Marcinkiewicz. Il est relevé de ses fonctions lors du remaniement ministériel du 5 mai 2006, consécutif à la formation d'une coalition majoritaire.
De nouveau candidat au cours des élections législatives anticipées du 21 octobre 2007, il est réélu avec 11 250 suffrages de préférence, passant ainsi du meilleur au pire score parmi les candidats de Droit et justice. Il remporte un nouveau mandat lors des élections législatives du 9 octobre 2011, totalisant 11 876 voix préférentielles.
Aux élections législatives du 25 octobre 2015, il se maintient à la Diète et engrange 15 806 votes préférentiels. Le 19 novembre, trois jours après la formation du gouvernement de Beata Szydło, il est nommé secrétaire d'État au ministère de la Famille, du Travail et de la Politique sociale.